# Golfe de Girolata
Le golfe de Girolata en Corse, est la réplique miniature du golfe de Porto, situé juste à côté. Il est bordé de très grandes falaises rouges de plus de 300 mètres, comme celles de la Punta Rosa, et enveloppé de maquis. 
Le golfe est inscrit sur la liste du patrimoine mondial de l'UNESCO depuis 1983.
Paul Morand fait référence à ce site : 

« Le palais des Veaux-Marins, à Calvi ; la pêche en bateau, au départ des quais de la Marine jusqu'au golfe de Girolata, où le bleu du ciel et le rouge vineux d'une muraille déchiquetée, creusée par la mer, se marient si bien ensemble. »

— Bains de mer, Arléa, 1990, p. 72

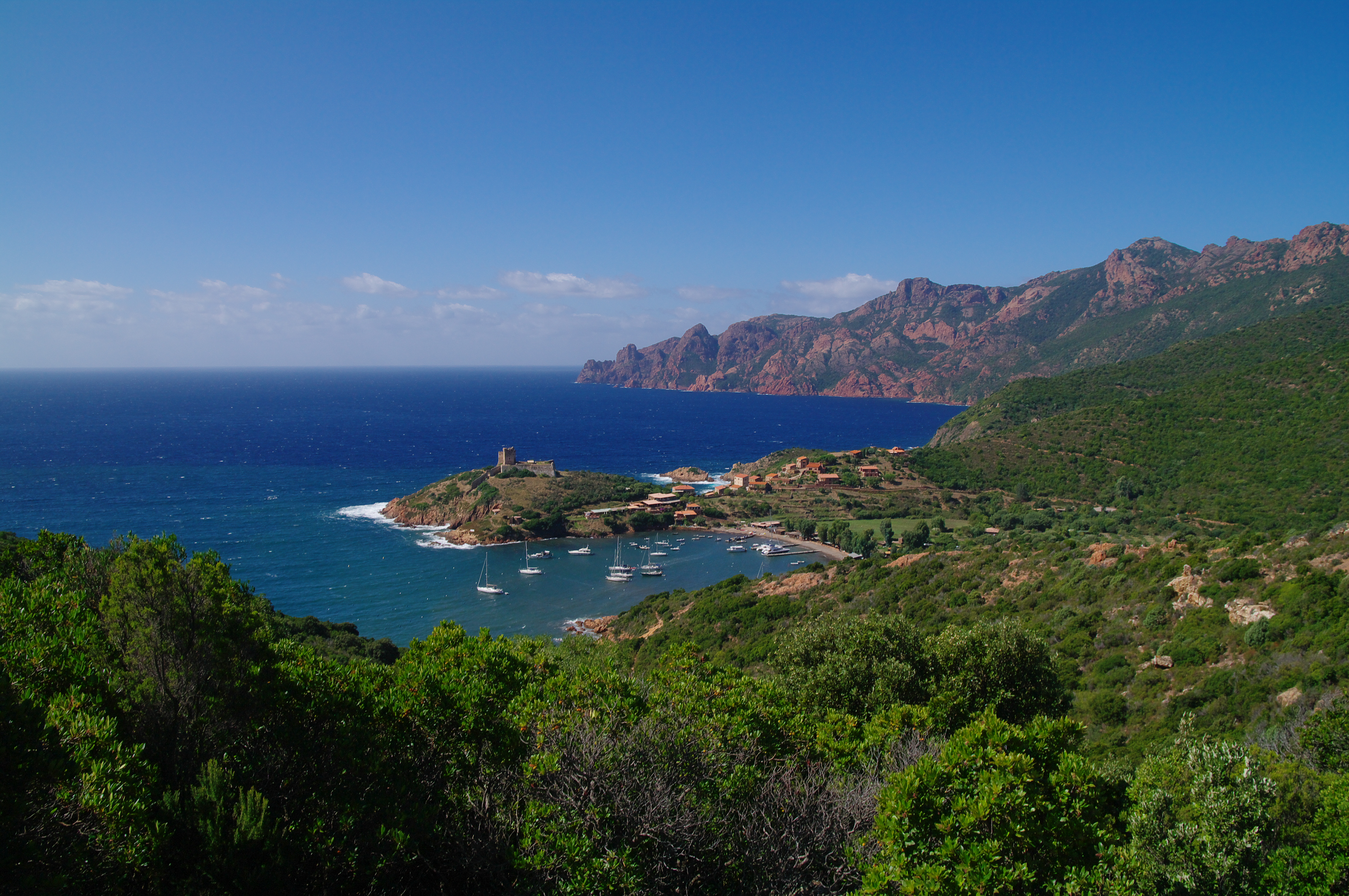
Girolata et La Scandola

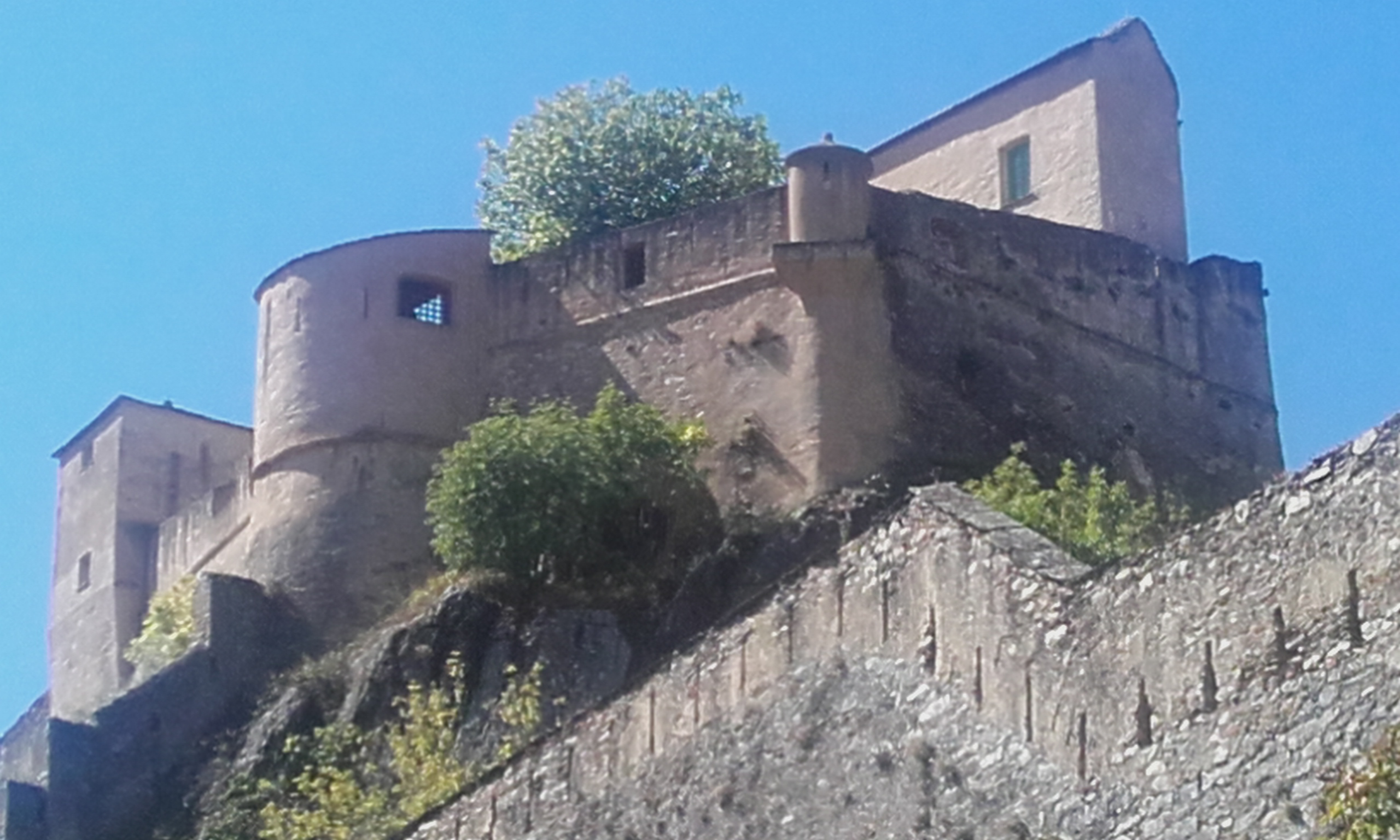
Fortin bâti sur la presqu’île de Girolata.